# Gürzallar
Gürzallar è un comune dell'Azerbaigian situato nel distretto di Goranboy, nella parte centrale del paese, 280 km a ovest della capitale Baku. Conta una popolazione di 535 abitanti.